# Alexandros Khrisafos
Alexandros Khrisafos fue un nadador griego, que compitió en los Juegos Olímpicos de Atenas 1896.
Khrisafos compitió en el evento de 100 metros estilo libre. Su tiempo y ubicación en la tabla general son desconocidos, y solo se sabe que no finalizó entre los dos mejores.